# Laurent Duvernay-Tardif
Laurent Duvernay-Tardif (Mont-Saint-Hilaire, 11 febbraio 1991) è un giocatore di football americano canadese che milita nel ruolo di offensive guard per i Kansas City Chiefs della National Football League (NFL).

## Carriera

### Kansas City Chiefs
I Kansas City Chiefs scelsero Duvernay-Tardif nel corso del sesto giro (200º assoluto) del Draft NFL 2014.. Dopo non essere mai sceso in campo nella sua prima stagione, nella successiva disputò tutte le 16 partite, di cui 13 come titolare. Il 28 febbraio 2017 firmò un rinnovo quinquennale del valore di 42,36 milioni di dollari, di cui 20 milioni garantiti e 10 milioni di bonus alla firma.
Nel 2018 Duvernay-Tardif partì come guardia destra titolare le prime 5 partite, prima di rompersi il perone nel quinto turno. Fu così inserito in lista infortunati, in cui rimase fino al 15 gennaio 2019, quando fu attivato prima della finale della AFC contro i New England Patriots.
Il 2 febbraio 2020 Duvernay-Tardif partì come guardia destra titolare nel Super Bowl LIV contro i San Francisco 49ers che i Chiefs vinsero per 31-20, conquistando il primo titolo dopo cinquant'anni.
Il 25 luglio 2020, a seguito della pandemia di COVID-19, tramite il suo profilo Twitter annunciò che non avrebbe preso parte alla stagione successiva: la scelta fu dettata dalla volontà del giocatore di scendere in prima linea per aiutare i malati di COVID-19 in qualità di medico, rinunciando così ad un contratto da 2,75 milioni di dollari.

## Palmarès

### Franchigia
- Super Bowl : 1

Kansas City Chiefs: LIV
- American Football Conference Championship: 1

Kansas City Chiefs: 2019

### Individuale
- Northern Star Award (miglior sportivo del Canada): 1

2020